# Robert Michels
Robert Michels (ur. 9 stycznia 1876 w Kolonii, zm. 3 maja 1936 w Rzymie) – niemiecki socjalista i socjolog. Jedną z jego największych spuścizn jest żelazne prawo oligarchii.

## Życiorys
Urodził się 9 stycznia 1876 roku w Kolonii jako syn milionera. Studiował historię i ekonomię w Paryżu, Monachium, Lipsku i Halle. Pomimo burżuazyjnego pochodzenia, w 1903 roku, przyłączył się do socjaldemokracji. Fakt ten przysporzył mu kłopotów w uniwersyteckiej karierze. W tym też roku kandydował do Reichstagu z ramienia SPD. Wtedy też zaprzyjaźnił się z Różą Luksemburg i Karolem Kautskym. Sprzeciwienie się tendencjom do dryfowania swej partii w stronę realizowania oczekiwań burżuazji, spowodowało, że w szeregach SPD zyskał wielu adwersarzy. Duży wpływ wywarła na niego znajomość z Georges’em Sorelem – zaczął przyjmować jego poglądy, stał się zwolennikiem rewolucyjnego syndykalizmu i między innymi z tego powodu wystąpił ze zbyt dla niego umiarkowanej SPD. Przyjaźnił się z Maxem Weberem i Wernerem Sombartem. Porzucił karierę akademicką w Niemczech, gdyż polityczne zaangażowanie Michelsa spowodowało, że na uniwersytecie w Marburgu odrzucona została jego praca habilitacyjna.
W 1907 roku przeniósł się do Włoch i jako Privatdozent wykładał ekonomię na uniwersytecie w Turynie. W 1913 roku uzyskał włoskie obywatelstwo, a w 1914 roku otrzymał profesurę w Bazylei, gdzie wykładał przez następne 15 lat. W październiku 1922 roku, zaraz po marszu na Rzym Mussoliniego, wstąpił do Partito Nazionale Fascista. W 1928 roku powołany został przez Mussoliniego na wzorowy faszystowski Uniwersytet w Perugii. Ostatnie dni życia spędził w Rzymie. Zmarł 3 maja 1936 roku.
O tym jak bardzo w innych krajach szanowane były jego naukowe kompetencje, świadczy choćby fakt, że w 1931 roku zlecono mu zredagowanie dla renomowanej amerykańskiej Encyclopaedia of the Social Sciences haseł „autorytet”, „intelektualiści” czy „konserwatyzm”.

## Publikacje
Bibliografia jego prac, sporządzona przez wdowę, Giselę Michels-Lindner, liczy 731 pozycji i są to między innymi:
- Socjologia partii politycznych;
- Historia marksizmu we Włoszech;
- Problemy filozofii społecznej;
- Imperializm włoski;
- Socjalizm i faszyzm we Włoszech;
- Psychologia masowych ruchów antykapitalistycznych;
- Socjologia jako nauka społeczna;
- Wielcy mężowie. Studia charakterologiczne;
- Teoria ubożenia;
- Moralność w liczbach? Krytyka statystyki moralnej;
- Polityka ludnościowa;
- Przesunięcia w klasach rządzących po wojnie.